# Mihail Ivanovics Zsarov
Mihail Ivanovics Zsarov (oroszul: Михаил Иванович Жаров; Moszkva, 1899. október 27. – Moszkva, 1981. december 15.) orosz szovjet színész.

## Pályája
Apja nyomdász volt, kezdetben ő maga is nyomdai szedőként dolgozott. Karrierjét színpadon és filmen egyaránt 1915-ben, statisztaként kezdte.

### Színházban
A Vörös Hadsereg első vándorszínházával lépett fel a keleti fronton, ahonnan 1919-ben fiatal feleséggel tért haza Moszkvába. Egy ideig Fjodor Komisszarzsevszkij színházi stúdiójában képezte magát, utána közel egy évet a Szafonov Színháznál töltött, a következő évtől 1926-ig Vszevolod Mejerhold híres társulatának tagja volt, majd Baku és Kazany színházaiban játszott. A fővárosba visszatérve előbb a Realista Színházhoz, 1931-ben a Kamara Színházhoz szerződött (1931–1937), végül 1938-ban a moszkvai Kis Színház művésze lett. Ezekben az években többnyire komikus szerepeket játszott vagy egyszerű népi alakokat keltett életre ízes humorral, a negatív figurákat erősen karikírozva. A Kis Színházban komikus és drámai feladatokat egyaránt kapott, ott főként a klasszikus darabok mellékszerepeiben aratott sikereket.

### Filmen
Első jelentősebb filmszerepét 1925-ben kapta (Út a boldogsághoz), és bár sok némafilmben játszott, a sikert számára Nyikolaj Ekk rendezése, az Út az életbe (1931) hozta meg. „Ez volt az első szovjet hangosfilm, amelyet eleve ebben a formában képzeltek el, és írtak meg.” A film elvadult fiatalkorú gyerekekről szól, akiket egy megrögzött bűnöző (Zsarov játssza) próbál a befolyása alá vonni, a tanító pedig igyekszik őket jó útra terelni. A szereplők közül csak Zsarov és a tanítót alakító Nyikolaj Batalov volt hivatásos színész, a fiúkat egy munkatáborból válogatták ki. 
Alekszej Tolsztoj regényének filmváltozatának (Nagy Péter, 1937) Mensikov szerepében bizonyította, hogy történelmi személyek, klasszikus irodalmi alakok megformálásában is otthon van. Élvezettel és sikeresen szerepelt kisebb Csehov-művek filmfeldolgozásaiban: ő volt A medve nagyhangú, életerős földbirtokosa (1938), A tokbabújt ember életvidám tanítója (1939) és szerepelt a jóval későbbi Anna a férje nyakán filmváltozatában (1954). A hazájában nagy sikerű Makszim-trilógiában (főszerepben Borisz Csirkovval) negatív személyt játszott hanyag eleganciával: az irodai alkalmazott Dimba, „Szentpétervár biliárdkirályának figuráját” keltette életre. Az anarchistákról szóló dalbetéte évtizedekig népszerű volt a Szovjetunióban.
A háború idején készült mintegy tíz filmben volt látható. Szergej Eisenstein Rettegett Ivánjának második részében a ravasz és kegyetlen muzsik, Szkuratov alakját keltette életre, akinek ügyeskedéseivel sikerül a cár bizalmába férkőznie. A levegő kocsisa (1943) című zenés vígjátékban övé volt a főszerep, a szerelmes pilóta alakját formálta meg; filmbeli partnere, Ljudmila Celikovszkaja csakhamar valóban a felesége lett. Az Ikrekben (1945) már fiatal felesége játszotta a főszerepet, Zsarov pedig a városi élelmiszerraktár önelégült, szélhámos vezetőjét alakította.
Az Uborka, a repülőtér gyöngye, Zsarov saját rendezése (orosz címének fordítása: 'A nyugtalan gazdaság', 1946) olyan „repülőtéren” játszódik, amelyet az ellenség megtévesztésére alakítottak ki. Központi hőse, Ogurcov szanatóriumi könyvelő (Zsarov) abban bízik, hogy a háborúban is hasonlóan nyugodt helyre került, mint civilben, de hamarosan csalódnia kell.
Vígjátéki szituációra épül Az M. 22–12-es autó, melyben sofőrt játszik, (akárcsak a főszereplő, Nyikolaj Krjucskov), és a A gitáros lány (1958), ahol egy hangszerüzlet vezetőjeként igyekszik visszatartani a csinos eladónőt attól, hogy az az üzletet otthagyva színésznő legyen.
Utolsó jelentős alakításával, Anyiszkin nyomozó szerepében ismét országos sikert aratott, az első filmet (Falusi detektív, 1968) további kettő követte (Anyiszkin és Fantomas, És megint Anyiszkin). Ezek rendezésében Zsarov (már betegen) maga is részt vállalt.

## Magánélet
Miután első házassága felbomlott, második felesége Ljudmila Poljanszkaja színésznő lett, házasságuk tizenöt évig tartott (1928–1943). Már jóval elmúlt negyvenéves, amikor beleszeretett a nála húsz évvel fiatalabb kezdő színésznőbe, Ljudmila Celikovszkajába, akivel több filmben is együtt játszott. Hét év házasság után (1943–1950) ezúttal a feleség volt az, aki kilépett a kapcsolatból (Celikovszkaja később a híres színházrendező, Jurij Ljubimov felesége lett). A szakítás az ötvenéves Zsarovot nagyon megviselte, szanatóriumba is került. Végül negyedikként egy híres zsidó orvos-professzor fiatal lányát vette feleségül, éppen akkor, amikor a Szovjetunióban elkezdődött a zsidó orvosok elleni hajsza. A lány szüleit letartóztatták és csak Sztálin halála után rehabilitálták őket. Zsarov e néhány év alatt nem is kapott filmszerepet.

## Filmek

### Színészként
- 1915 – Rettenetes Iván cár (Царь Иван Васильевич Грозный)
- 1924 – Aelita (Аэлита) – (R. Jakov Protazanov)
- 1924 – A cigarettaárusnő (Папиросница от Моссельпрома) – (R. Jurij Zseljabuzsszkij)
- 1925 – Út a boldogsághoz (Дорога к счастью) – (R. Szergej Kozlovszkij)
- 1925 – Lenin hívó szava (Его призыв ) – (R. Jakov Protazanov)
- 1925 – Sakkláz (Шахматная горячка) – (R. Vszevolod Pudovkin, Nyikolaj Spikovszkij)
- 1926 – Miss Mend (1–3. rész; 1957-ben hangos változat) (Мисс Менд,  «Приключения трёх репортеров») – (R. Fjodor Ozep, Borisz Vasziljevics Barnet)
- 1926 – Az utolsó lövés (Последний выстрел)
- 1926 – Az eset a malomnál (Случай на мельнице) – (R. Szergej Kozlovszkij)
- 1927 – Ánya (Аня)
- 1927 – Don Diego és Pelageja (Дон Диего и Пелагея) – (R. Jakov Protazanov)
- 1927 – Ki vagy te? / Az árok túlsó oldalán (Кто ты такой? / По ту сторону щели) – (R. Jurij Zseljabuzsszkij)
- 1927 – Ember az étteremből (Человек из ресторана) – (R. Jakov Protazanov)
- 1928 – Kulcs nélkül (Без ключа)
- 1928 – A fehér sas (Белый орел) – (Leonyid Andrejev A kormányzó című művéből. R. Jakov Protazanov)
- 1929 – A két Buldi (Два-Бульди-Два) – (R. Nyina Agadzsanova-Sutko, Lev Kulesov)
- 1931 – Manométer-2 (rövid játékfilm) (Манометр-2)
- 1931 – Nyikita Ivanovics és a szocializmus (Никита Иванович и социализм) – (R. Igor Szavcsenko, Alekszandr Makovszkij)
- 1931 – Út az életbe (Путевка в жизнь) – (R. Nyikolaj Ekk)
- 1932 – A huszonhat komisszár (Двадцать шесть комиссаров) – (R. Nyikolaj Sengelaja)
- 1933 – Határvidék (Окраина) – (R. Borisz Barnet)
- 1934 – Vihar (Гроза) – (A. N. Osztrovszkij drámájából. R. Vlagyimir Petrov)
- 1934 – És felkel a nap – Makszim-trilógia, 1. rész. (Юность Максима) – (R. Grigorij Kozincev, Leonyid Trauberg)
- 1934 – Bábfigurák (Марионетки) – (R. Jakov Protazanov, Porfirij Podobed)
- 1935 – Szeretet és gyűlölet (Любовь и ненависть) – (R. Albert Gendelstejn)
- 1935 – Három bajtárs (Три товарища) – (R. Szemjon Tyimosenko)
- 1937 – Makszim visszatérése – Makszim-trilógia, 2. rész. (Возвращение Максима) – (R. Georgij Kozincev, Leonyid Trauberg)
- 1937 – Nagy Péter, 1–2. rész (Пётр Первый) – (Alekszej Tolsztoj regénye alapján. R. Vlagyimir Petrov)
- 1938 – Viborgi városrész – Makszim-trilógia, 3. rész. (Выборгская сторона) – (R. Georgij Kozincev, Leonyid Trauberg)
- 1938 – A medve (Медведь) – (Anton Csehov egyfelvonásosából. R. Iszidor Annyenszkij)
- 1939 – Kocsin mérnök tévedése (Ошибка инженера Кочина) – (R. Alekszandr Macseret)
- 1939 – Valahol a Volga mentén (Степан Разин)
- 1939 – A tokbabújt ember (Человек в футляре) – (Anton Csehov novellája alapján. R. Iszidor Annyenszkij)
- 1941 – Vasöklű Bogdán (Богдан Хмельницкий) – (R. Igor Szavcsenko)
- 1942 – Háborús filmalbum (12.): Ványka (rövid játékfilm) (Боевой киносборник № 12, «Ванька»)
- 1942 – Caricin védelme (Оборона Царицына) – (R. Georgij Vasziljev, Szergej Vasziljev)
- 1942 – A párttitkár (Секретарь райкома) – (R. Ivan Pirjev)
- 1943 – A színésznő (Актриса) – (R. Leonyid Trauberg)
- 1943 – A haza nevében (Во имя Родины) – (Konsztantyin Szimonov Orosz emberek című műve alapján. R. Vszevolod Pudovkin, Dmitrij Vasziljev)
- 1943 – A levegő kocsisa (Воздушный извозчик) – (R. Herbert Rappaport)
- 1943 – Az ifjú Fritz (Юный Фриц) – (Szatirikus pamflet, nem mutatták be. R. Georgij Kozincev, Leonyid Trauberg)
- 1944 – Rettegett Iván, 1–2. rész (Иван Грозный, 1.) – (R. Szergej Eisenstein)
- 1945 – Ikrek (Близнецы)– (R. Konsztantyin Jugyin)
- 1946 – Uborka, a repülőtér gyöngye (Беспокойное хозяйство) – (R. Mihail Zsarov)
- 1947 – Tengerészbecsület (За тех, кто в море) – (R. Alekszandr Fajncimmer)
- 1948 – Micsurin (Мичурин) – (R. Alekszandr Dovzsenko)
- 1949 – Az M. 22–12-es autó (Счастливый рейс) – (R. Vlagyimir Nyemoljajev)
- 1953 – Vassza Zseleznova (Васса Железнова)  – (A Gorkij-dráma színházi előadásának felvétele)
- 1954 – Anna a férje nyakán (Анна на шее) – (Anton Csehov novellája alapján. R. Iszidor Annyenszkij)
- 1954 – Kelletlen revizorok (Ревизоры поневоле)
- 1957 – A csizma (Сапоги) – (Tv-film Anton Csehov novellája alapján. R. Vlagyimir Nyemoljajev)
- 1958 – A gitáros lány (Девушка с гитарой) – (R. Alekszendr Fajncimmer)
- 1958 – Vörös levelek (Красные листья)
- 1959 – Tejút (Млечный путь)
- 1961 – Idegen levéltárca (rövid játékfilm) (Чужой бумажник)
- 1963 – Vigyázat, a városban varázsló tartózkodik! (Внимание! В городе волшебник!)
- 1963 – XVIII. Káin (Каин XVIII)
- 1966 – Nővérem, a színésznő (Старшая сестра) – (R. Georgij Natanszon)
- 1968 – Falusi detektív (Деревенский детектив)
- 1973 – A legutolsó nap (Самый последний день)
- 1974 – Anyiszkin és Fantomas (Анискин и Фантомас) – (Tv-film, egyik rendezője Mihail Zsarov)
- 1978 – És megint Anyiszkin (И снова Анискин) – (Az előző tv-film folytatása, egyik rendezője Mihail Zsarov)

### Rendezői munkái
- 1946 – Uborka, a repülőtér gyöngye
- 1974 – Anyiszkin és Fantomas
- 1978 – És megint Anyiszkin